# Heinrich Laube
Heinrich Laube (Szprotawa, 18 settembre 1806 – Vienna, 1º agosto 1884) è stato uno scrittore, commediografo e direttore teatrale tedesco, ha fatto parte del Parlamento di Francoforte.

## Biografia
Laube nacque nella piccola località di Sprottau nella Slesia prussiana in una famiglia di modeste condizioni. A 14 anni iniziò a frequentare il liceo a Glogau dove si mantenne con una borsa di studio e dando lezioni di ripetizioni, nel 1825 si trasferì nel più liberale liceo di Schweidnitz. Dal 1826 studiò teologia all'università di Halle (Saale) dove fu parte attiva nella locale Burschenschaft cosa che gli costò anche un periodo di detenzione accademica nel karzer. Nel 1828 si trasferì all'università di Breslavia dove a partire dal 1829 studiò storia della letteratura.. All'inizio del 1829 pubblicò le sue prime critiche teatrali nella rivista di Breslau "Die Freikugeln". Nel luglio del 1829 scrisse per la rivista "Aurora" che venne chiusa pochi mesi dopo, Laube suscitò però l'interesse di Karl Schall che lo assunse nella redazione del "Breslauer Zeitung" come critico teatrale. Dello stesso periodo è la sua prima opera teatrale, una tragedia intitolata Gustav Adolf la cui rappresentazione a Breslau non ebbe successo.
Tra il 1830 e il 1831 fu istitutore presso alcune famiglie della nobiltà rurale della Slesia. Nel 1832 si trasferì a Lipsia dove divenne redattore per la rivista "Zeitschrift für die elegante Welt" manifestando apertamente le sue simpatie per la Giovane Germania, nel contempo completò la scrittura di Das Neue Jahrhundert, in cui analizza aspetti storici, politici e letterari a partire dalla rivoluzione di luglio tenendo una linea ultraliberale. Nel luglio dello stesso anno pubblicò Die Poeten, prima parte della trilogia Das junge Europa (La giovane Europa, 1837) in cui le tendenze anarchiche si edulcorano e si incanalano in un'operosità borghese. Entrambe le opere vennero censurate subito dopo la pubblicazione.
Nell'estate del 1833 intraprese un viaggio in Italia insieme a Karl Ferdinand Gutzkow in seguito al quale pubblicò Reisenovellen (1834). Nel 1834 venne espulso da Lipsia, Laube sottovalutò la situazione e si recò a Berlino dove venne arrestato, liberato nell'aprile del 1835 in seguito all'abiura delle sue idee liberali e condannato al domicilio a Naumburg. Qui completò la seconda parte della trilogia, scrisse diverse opere dal contenuto non politico tra cui Neue Reisenovellen.
L'approccio più moderato gli permise di riprendere a scrivere per varie riviste e periodici tra cui Mitternachtszeitung e di ottenere il permesso di pubblicare le sue opere più recenti. 
Nel 1836 sposò Iduna Hänel (nata Buddeus, 1808–1880), vedova di un professore universitario e attivista dei diritti femminili. Induna aveva già un figlio Albert Hänel, nel 1837 nacque Hans Laube (1837–1863). Durante il viaggio di nozze a Strasburgo Laube venne incaricato dal ministro prussiano Gustav von Rochow di raccogliere informazioni sulle conseguenze del tentativo di colpo di stato di Carlo Luigi Napoleone Bonaparte.
Nel 1837 venne promulgata la sentenza definitiva che condannava Laube a sette anni di detenzione che, dopo una richiesta di amnistia, venne accorciata a diciotto mesi, su intercessione di Hermann von Pückler-Muskau come luogo venne individuato il castello di Muskau. Durante il soggiorno scrisse Geschichte der deutschen Literatur (1839 f.) e altre opere.
Nel 1839 la coppia visitò la Francia, a Parigi Laube entrò in contatto con le principali personalità della scena letteraria francese dell'epoca, da questo viaggio originarono diverse opere tra cui in particolare Französische Lustschlösser (1840) incontrò i favori della critica. Dal 1840 risiedette a Lipsia dedicandosi alla produzione di opere teatrali alcune delle quali suscitarono veri e propri scandali, la commedia Rococo (1846) venne definita immorale, la tragedia Struensee (1847) venne accusata di essere un plagio dell'omonima opera di Michael Beer e proibita dalla censura così come l'opera a contenuto politico Prinz Friedrich.
Dal 1845 allacciò rapporti con la scena teatrale viennese, nell'opera Briefe über das Theater espresse chiaramente la sua ambizione a dirigere il Burgtheater di Vienna.
Riprese brevemente l'attività politica nel 1848 dopo la rivoluzione di marzo rappresentando la posizione della creazione di una grande Germania come inviato a Francoforte presso il Vorparlament. Entrò fortunosamente nel Parlamento di Francoforte come rappresentante boemo dopo l'insuccesso nell'elezione della sua circoscrizione. A Francoforte venne assegnato alla frazione monarchista dell'area centrista del parlamento, dopo l'elezione del 1849 abbandonò il parlamento.
Nel 1849 venne nominato direttore artistico del Burgtheater a Vienna, l'istituzione, sull'onda riformista che attraversava l'intero continente, aveva necessità di un rinnovo e Laube assunse questo compito con energia, dedizione al lavoro e con l'appoggio dei critici teatrali della stampa viennese. Laube ricoprì il ruolo per 18 anni fino a quando contrasti con il neonominato prefetto Friedrich Halm lo portarono alle dimissioni. Dal 1869 al 1870 diresse il teatro civico di Lipsia e nel 1872 tornò a Vienna come direttore del Wiener Stadttheater dove rimase fino al 1880.
Ricoprendo questa carica, si impegnò a diffondere i nuovi autori europei dell'epoca, fra i quali Henrik Ibsen e Victorien Sardou.
Morì a Vienna il 1º agosto del 1884, è sepolto nel cimitero evangelico di Matzleinsdorf.
Da ricordare i suoi drammi storici, tra i quali, Die Karlsschüler (Gli alunni della Karlsschule, 1846), Prinz Friedrich (Il principe Federico, 1848), Graf Essex (Il conte di Essex, 1856).
Della sua attività di direzione teatrale rimangono opere di interesse per lo studio della storia del teatro tedesco, in particolare: Das Burgtheater (1868), Das Norddeutsche Theater (1872) e Das Wiener Stadt-Theater (1875) nelle quali episodi personali si intrecciano con la narrazione della storia delle rispettive istituzioni. 

## Opere
- La giovane Europa (1833 - 1837), trilogia;
- Salzburg , novella di viaggio;
- Das neue Jahrhundert (1833);
- Reisenovellen (1834);
- Moderne Charakteristiken (1835);
- Gräfin Chateaubriant (1843);
- George Sand's Frauenbilder. Mit 24 Stahlstichen (1845);
- Monaldeschi (1845);
- Die Bernsteinhexe (1847);
- Die Karlsschüler, dramma (1847);
- Das erste deutsche Parlament (1849);
- Graf Essex, dramma (1856);
- Der deutsche Krieg. Historischer Roman in drei Büchern (1863–1866);
- Das Norddeutsche Theater. Ein neuer Beitrag zur Deutschen Theatergeschichte (1872);
- Gesammelte Schriften (1875–1882);
- Erinnerungen (1875–1882);
- Der Schatten Wilhelm (1883);
- Ruben. Ein moderner Roman (1885);
- Gesammelte Werke in fünfzig Bänden (1908–1909);
- Dramaturgische Schriften (1908–1909).